# 혼다 치에코
혼다 치에코(일본어: 本多知恵子 혼다 지에코[*], 1963년 3월 28일 ~ 2013년 2월 18일)는 일본의 성우이다. 2013년 안타깝게도 암으로 사망하였다.

## TV 애니메이션
1983년
- 프라레스 산시로 (스가타 마치코)

1984년
- 중전기 엘가임 (판네리아 암)

1985년
- 쇼와 바보이야기 아카누케 이치방 (이치노세 유카)

1986년
- 힘내라 킥커스 (다이치 아유미)
- 기동전사 건담 ZZ (플투, 엘피 풀)

1987년
- 레이디 레이디!! (세라 러셀)
- 붉은 광탄 질리온 (에이미 해리슨)
- 오렌지 로드 (카스카 쿠루미)

1988년
- 키테레츠 대백과 (노노하나 미요코 (초롱))
- 쿵푸보이 친미 (양)

1989년
- 수신 라이가 (카미요)
- 요술공주 샐리 (카브)

1990년
- 로빈 훗의 대모험 (클레오)

1991년
- 하이스쿨 미스터리 학원 7대 불가사의 (츠키카게 메이코)
- 축구왕 슛돌이 (카트린느 레이 (캐서린))

1992년
- 마보로시 마보쨩 (츠바키)
- 꽃의 천사 메리벨 (메리벨)

1993년
- 용자 특급 마이트가인 (나이토 룬나 (루나))
- 바우와우 (사야카 (단비))

1994년
- 미소녀전사 세일러문 S (테루루)
- 빨간 망토 차차 (마야총 (마야 선생님))
- 초 버릇이 될 것 같아♡ (모모코 프리실라)

1995년
- 애천사전설 웨딩피치 (노이즈)
- 리리카 SOS (키미즈카 선생님)

1996년
- 간바리스트 쥰 (미사키 에리)
- 지옥선생 누베 (하즈키 이즈나)
- 기동신세기 건담 X (에닐 엘)

1997년
- 소녀혁명 우테나 (카오루 코즈에)

1998년
- 사일런트 뫼비우스 (야미구모 나미)

1999년
- 커렉터 유이 (사야마 마나미)

2001년
- Cosmic Baton Girl 코메트상☆ (메테오 (트랄라))
- 신조협려 (완안평)
- 닥터 링에게 물어봐 (쿠로사와 아즈사)

2002년
- 풀문을 찾아서 (메로코 유이 (멜로니))

2003년
- 머메이드 멜로디 피치피치핏치 (유리)

2004년
- 겟 라이드 암드라이버 (마리 파스티아)
- 그레네이더~미소의 섬사 (천자, 오오미도 세츠나)

2008년
- 소울 이터 (마리 묘르니르)
- 포켓몬스터 DP (나타네)

2009년
- 매일 엄마 (나가사키 씨 (유민 엄마))

## 극장용 애니메이션
1988년
- 오렌지 로드 : 그 날로 돌아가고 싶어 (카스카 쿠루미)

1991년
- 사일런트 뫼비우스 (야미구모 나미)

1992년
- 사일런트 뫼비우스 2 (야미구모 나미)

1994년
- 바우와우 극장판 - 헤이세이 개 이야기 바우 - (사야카 (단비))

1996년
- 오렌지 로드 : 그 여름의 시작 (카스카 쿠루미)

1999년
- 소녀혁명 우테나 : 어드레센스 묵시록 (카오루 코즈에)

## OVA
1988년
- 명왕계획 제오라이마 (히무로 미쿠)

1989년
- 풍마의 코지로 (아스카 에리나)
- 오렌지 로드 OVA (카스카 쿠루미)
- 라이딩 빈 (첼시 그림우드)
- 강식장갑 가이버 (타가 나츠키)
- 이스 1 (레아)

1990년
- 팔견전 (하마지)
- 야가미군의 가정 사정 (야가미 노미)

1991년
- 마물헌터 요코 (오가와 치카코)
- 초인 로크 : 신세계전대 (니아, 엘레나)
- 여기는 그린우드 (이가라시 미야)

1992년
- 이스 2 -천공의 신전- (레아)

1994년
- 컴파일러 (플라즈마)
- 테카맨 블레이드 2 (나타샤 파블로시바)

2008년
- OVA 투하트 2 ad (유즈하라 하루카)

2009년
- OVA 투하트 2 adpuls (유즈하라 하루카)

2010년
- OVA 투하트 2 adnext (유즈하라 하루카)